# Palazzo della Questura (Triest)

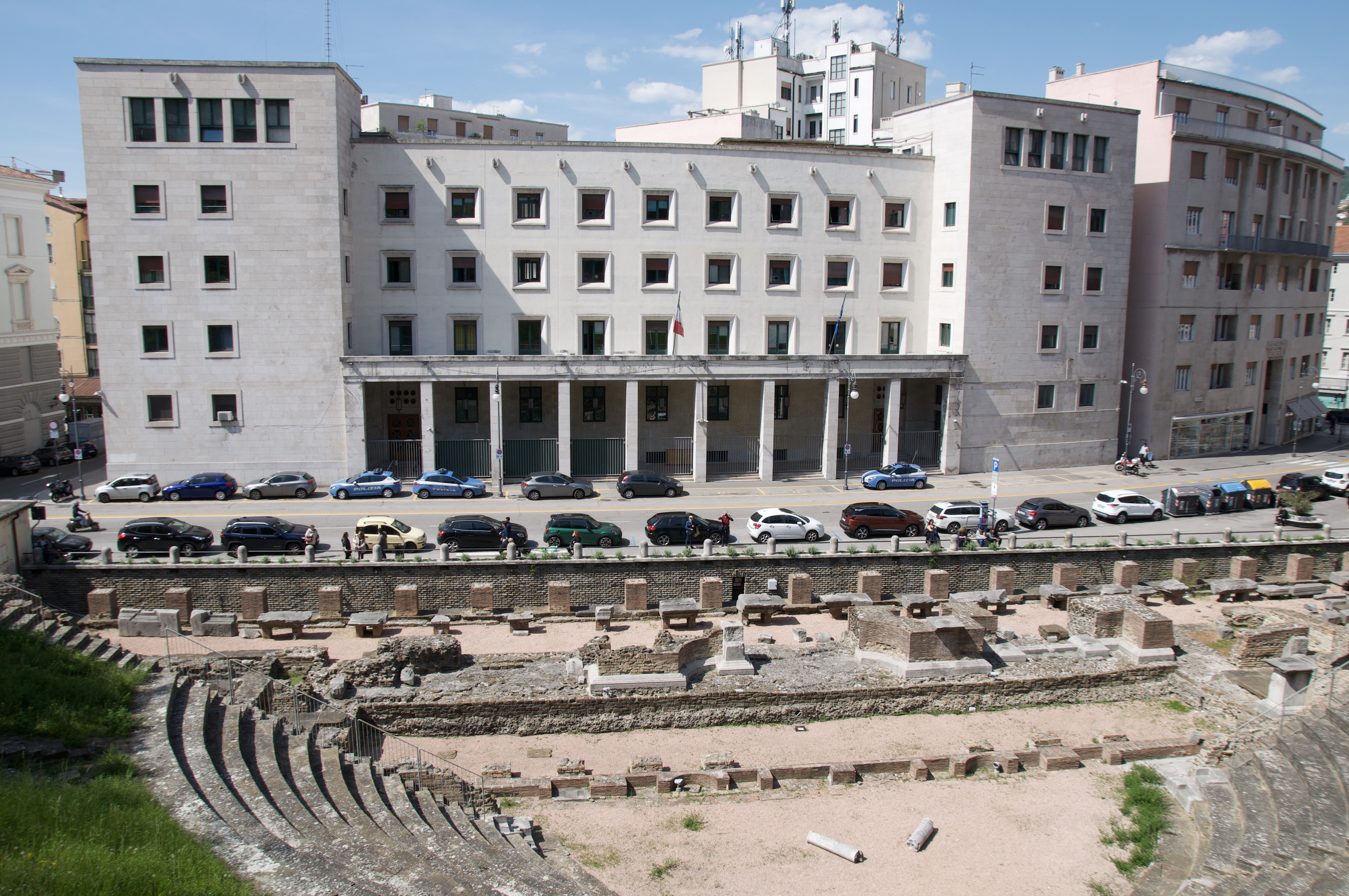
Palazzo della Questura in Triest vor dem Römischen Theater

Der Palazzo della Questura, früher Casa del Fascio, ist ein Palast aus dem 20. Jahrhundert in Triest in der italienischen Region Friaul-Julisch Venetien. Das Gebäude liegt an der Via Matteo Demenego e Pierluigi Rotta 2. Das Gebäude diente zunächst als Niederlassung der Partito Nazionale Fascista und dann als Questura.

## Geschichte

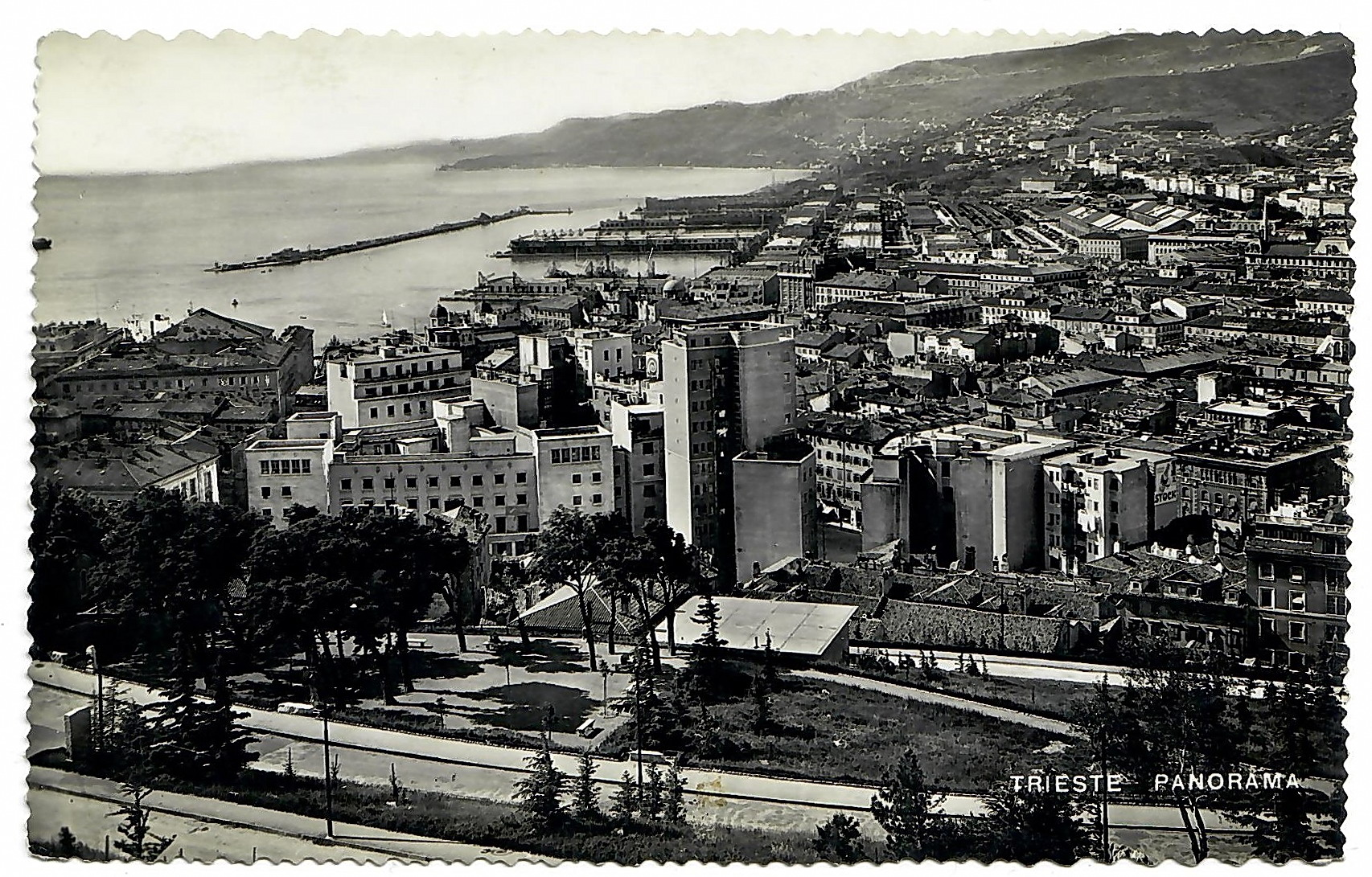
Panorama Triest, 1948. Links die ehemalige „Casa del Fascio“

1934 gab der Bürgermeister von Triest, Paolo Salem, eine Ausschreibung zum Bau einer Casa del Fascio in der Stadt heraus. Die Architekten Raffaello Battigelli und Ferruccio Spangaro gewannen die Ausschreibung gegen die Konkurrenz namhafter Architekten der Zeit, wie Umberto Nordio, Leonardo Bucci und Giuseppe Pagano. Den Grundstein legte Benito Mussolini bei seinem Besuch 1938, aber die eigentlichen Bauarbeiten begannen erst 1940 und wurden 1942 abgeschlossen. Nach dem Fall des faschistischen Regimes am Ende des Zweiten Weltkrieges 1945 diente das Gebäude als Sitz des Kommandos der alliierten Militärregierung bis 1954, dem Jahr, als Triest offiziell an die Republik Italien zurückgegeben wurde. Seit dieser Zeit ist dort die Questura untergebracht.

### Mord an zwei Polizeibeamten
Am 4. Oktober 2019 raubte der 30-Jährige Alejandro Augusto Meran, ein Staatsangehöriger der Dominikanischen Republik, der verhaftet und in die Questura gebracht worden war, zwei Polizeibeamten ihre Pistolen, um sie zu töten. Dann feuerte er, gefilmt von den Überwachungskameras, im Atrium und außerhalb des Gebäudes, bis die Magazine leer waren. Der Mann wurde aufgehalten, nachdem ihn ein anderer Beamter in die Leiste geschossen hatte.
Meran wurde wegen Doppelmordes und siebenfachen Mordversuchs angeklagt. Zurzeit befindet er sich in Behandlung in der Psychiatrischen Anstalt von Borgo Trento in Verona, in die er eingewiesen wurde. Der Spezialist Dottore Stefano Ferracuti, der von Alice und Paolo Bevilacqua, den Anwälten Merans, angefordert wurde, erklärte, dass Meran zur Tatzeit an Schizophrenie litt und daher nur vermindert zurechnungsfähig war. Der Freispruch durch den Richter Enzo Truncellito des Schwurgerichtshofes erfolgte am 6. Mai. Der Mörder wurde aber wegen seiner Gefährlichkeit nicht freigelassen, sondern aus dem Gefängnis in Verona in die Heileinrichtung verbracht, wo er mindestens 30 Jahre lang bleiben wird.

## Beschreibung

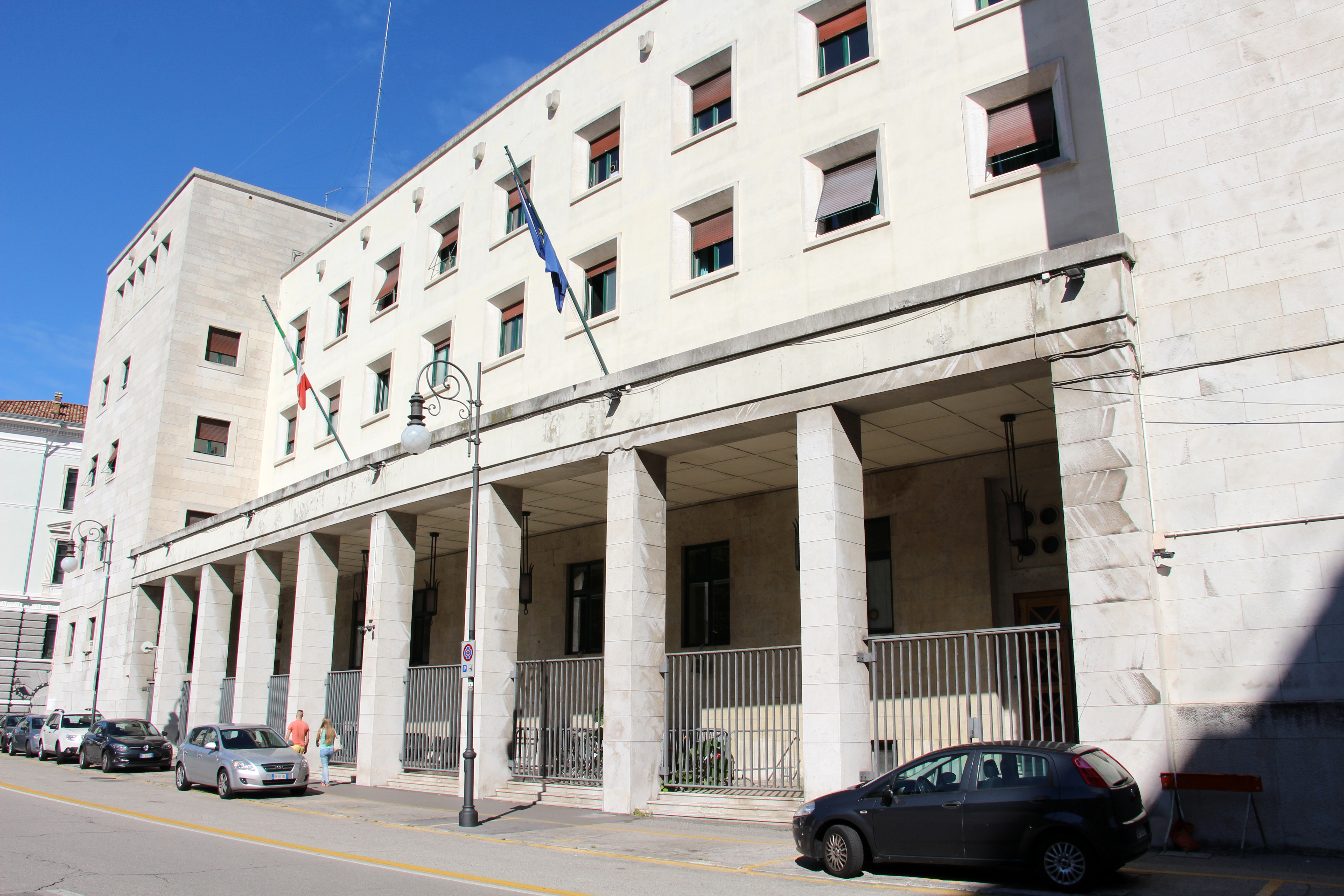
Das Gebäude 2017 vor den Reinigungs- und Restaurierungsarbeiten

Das Gebäude liegt an der Via del Teatro Romano (früher Corso Littorio), auch wenn der Haupteingang von der Via Matteo Demenego e PierLuigi Rotta (früher: Via Tor Bandena) in das Gebäude führt. Es hat einen trapezförmigen Grundriss und fünf Stockwerke. Das charakteristischste Detail sind die vier Eckrisalite und die geometrisch unterschiedliche Behandlung der Fassaden:leicht gebogen zum Teatro Romano, gerade am Haupteingang, bzw. konkav in der Via Matteo Demenego e PierLuigi Rotta und konvex in Richtung der Galleria Arrigo Protti. Die letztgenannte Fassade ist allerdings durch das Zusammenwachsen mit anderen Gebäuden nicht wahrnehmbar. Die Anlage ist möglicherweise eine Reverenz an das „Quadriburgium“, den befestigten Vorposten, die in altrömischer Zeit die Grenzen des Imperiums anzeigten. Als Bautyp erinnert das Gebäude aus weißem Kalkstein aber eher an eine Kastellburg, "eine Burgform aus dem Mittelmeerraum ab der Zeit der Kreuzzüge". Anders als viele Beispiele ähnlicher Bauaufgaben für die Partito Nazionale Fascista, die mit einem Turm versehen sind, bedeutet das festungsartige Konzept in Triest, dass man einerseits etwas Modernes schaffen, andererseits an die Wurzeln der italienischen, insbesondere der römischen Geschichte anknüpfen wollte, um sie als Verbindung zum Machtanspruch des faschistischen Regimes einzusetzen.
Im Inneren zählen zu den wichtigsten Räumlichkeiten das Famedio zur Erinnerung an die Gefallenen des Polizeikorps und das Auditorium, das bis in die 1980er-Jahre als ständiges Theater von Triest diente. Seit dieser Zeit wird das Auditorium nicht mehr genutzt und wurde aufgegeben, auch wenn kürzlich die örtlichen Behörden eine Initiative zur Asbestsanierung und Restaurierung des Gebäudes begonnen haben. Der Saal hat eine glorreiche Vergangenheit, da dort neben anderen bemerkenswerten Leistungen Claudio Abbado 1959 seine Laufbahn als Dirigent begann.